# Closer to the heart (Stevie Ann)
Closer to the heart is het tweede album van de Nederlandse zangeres Stevie Ann. Het werd in 2007 uitgebracht.

## Tracklist
1. "Ive Listened To Buddha"
2. "Wait Up For Me"
3. "Love Is Not A Gift"
4. "Get Away"
5. "Your Own Heart"
6. "Love Song"
7. "Day Break"
8. "Baby Blue"
9. "Whole Lotta Rain"
10. "Old Bricks"
11. "Closer To The Heart"
12. "As Cold As You"